# Battaglia di Kousséri
La Battaglia di Kousséri si svolse il 22 aprile 1900 presso Kousséri, città posta alla confluenza tra i fiumi Chari e Logone, nell'attuale Camerun. La battaglia vide la vittoria dei francesi, appoggiati dalle truppe del regno di Baguirmi, sull'esercito del signore della guerra Rabih al-Zubayr, all'epoca signore del Bornu. Questa vittoria fu un evento decisivo nella conquista francese del Ciad.

## Premesse
Negli anni 1899-1900 i francesi organizzarono tre colonne militari (una diretta verso nord dal Gabon, una diretta verso est dal fiume Niger e una diretta verso sud dall'Algeria) con l'obiettivo di riunire tutti i territori coloniali francesi dell'Africa occidentale e di sconfiggere Rabih al-Zubayr, che dominava i territori intorno al lago Ciad.
Nel 1899 Rabih era in grado di mettere in campo, tra fanteria e cavalleria, circa 10000 uomini armati di fucile (di cui solo 400 non obsoleti), oltre ad un gran numero di truppe ausiliarie equipaggiate con lance ed archi. Le sue forze avevano guarnigioni fortificate a Baggara e a Karnak Logone.
Nel gennaio dello stesso anno, Rabih ricevette a Dikwa, per trattative politiche e commerciali, il francese Ferdinand de Béhagle. I colloqui tra i due degenerarono e de Béhagle fu arrestato. Il 17 luglio 1899 il tenente di vascello Henri Bretonnet, a capo di una spedizione inviata contro Rabih per liberare de Béhagle, fu ucciso insieme alla maggior parte dei suoi uomini nella battaglia di Togbao, sulla riva del Chari presso l'attuale Kouno. Rabih catturò tre cannoni (che i francesi ripresero alla battaglia di Kousséri) e ordinò a suo figlio Fadlallah, che aveva lasciato a Dikwa, di impiccare de Béhagle.
In risposta, alla fine dell'anno, la colonna francese proveniente dal Gabon, guidata da Émile Gentil e supportata dalla nave a vapore Léon Blot, attaccò Rabih a Kouno. Nella battaglia di Kouno i francesi furono respinti e subirono gravi perdite, ma riuscirono comunque a proseguire la loro marcia e a raggiungere Kousséri. Qui si riunirono con la missione Foureau-Lamy, che proveniva dall'Algeria, e con quella che precedentemente era denominata missione Voulet-Chanoine, che proveniva dal Niger e che era ora al comando di Paul Joalland e Octave Meynier. Il maggiore Lamy prese il comando delle forze riunite.

## La battaglia
Lo scontro finale tra Rabih e i francesi ebbe luogo il 22 aprile 1900. Le forze francesi consistevano in 700 soldati, oltre a 600 fucilieri e 200 cavalieri forniti dall'alleato Baguirmi.
Il tata (accampamento fortificato) di Rabih, un quadrato di 800 metri di lato addossato al Chari, si trovava 6 km a valle di Kousséri, in territorio "tedesco", come era stato deciso al Congresso di Berlino. Lamy si rivolse quindi a Omar Sanda, erede legittimo del shehu (re) Hashim di Bornu. Questi diede ufficialmente ad Abd al-Rahman Gaourang II del Baguirmi e ai suoi «alleati» francesi l'autorizzazione a cacciare Rabih per essere ristabilito sul trono.
Lasciata Kousséri, i francesi si disposero su tre colonne. Quella di destra, con 174 fucili e 1 cannone da 80, era comandata dal capitano Joalland; quella di centro,con 340 fucili e 2 cannoni da 80, dal capitano Robillot della missione Gentil; quella di sinistra, con 274 fucili e 1 cannone da 42, dal commandant Reibell della missione Foureau-Lamy.
Lamy attaccò l'accampamento di Rabih da tre lati, lasciando libera solo la riva del Chari. Dopo due ore di scariche di fucile e d'artiglieria, l'esercito francese assaltò il tata, mettendone in fuga i difensori. Rabih passò allora al contrattacco: Lamy restò ucciso da un proiettile, ma i tirailleur senegalesi riuscirono a fermare le truppe di Rabah che, ferito, si diede alla fuga tentando di attraversare il Chari. Durante la sua fuga Rabih fu riconosciuto da un tirailleur della missione Joalland-Meynier, che lo uccise con un colpo di fucile alla testa. Avendo saputo che c'era una ricompensa per il corpo di Rabih, il tirailleur tornò al campo portandone con sé la testa e la mano destra.
Le perdite furono di 28 morti e 75 feriti per i francesi, e di 1000-1500 morti e più di 3000 feriti, comprese le donne e i bambini che accompagnavano l'esercito, per Rabih.

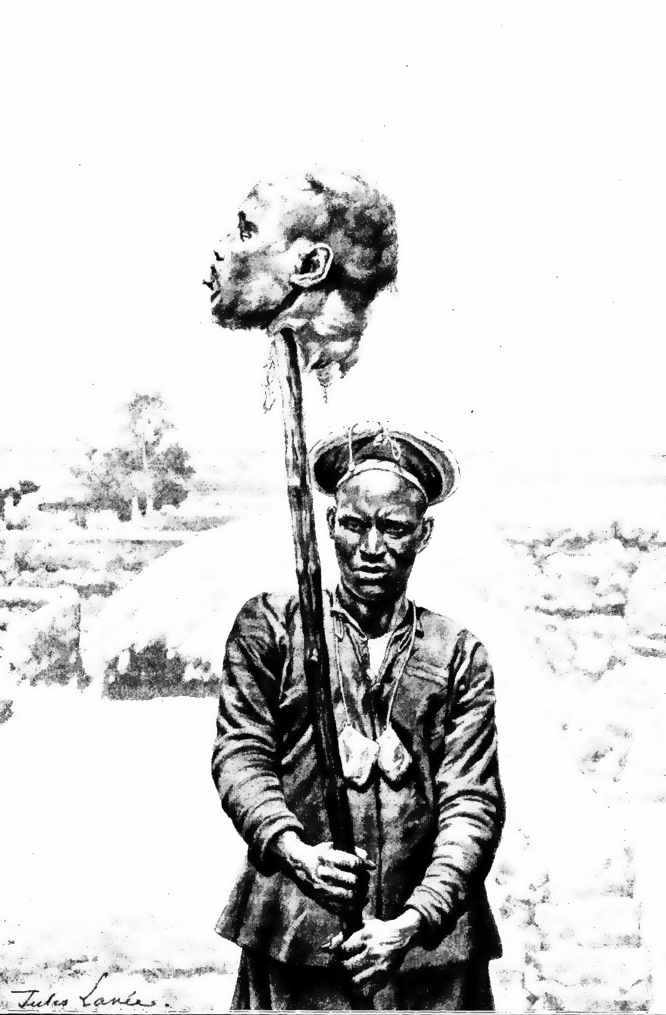
La testa di Rabih
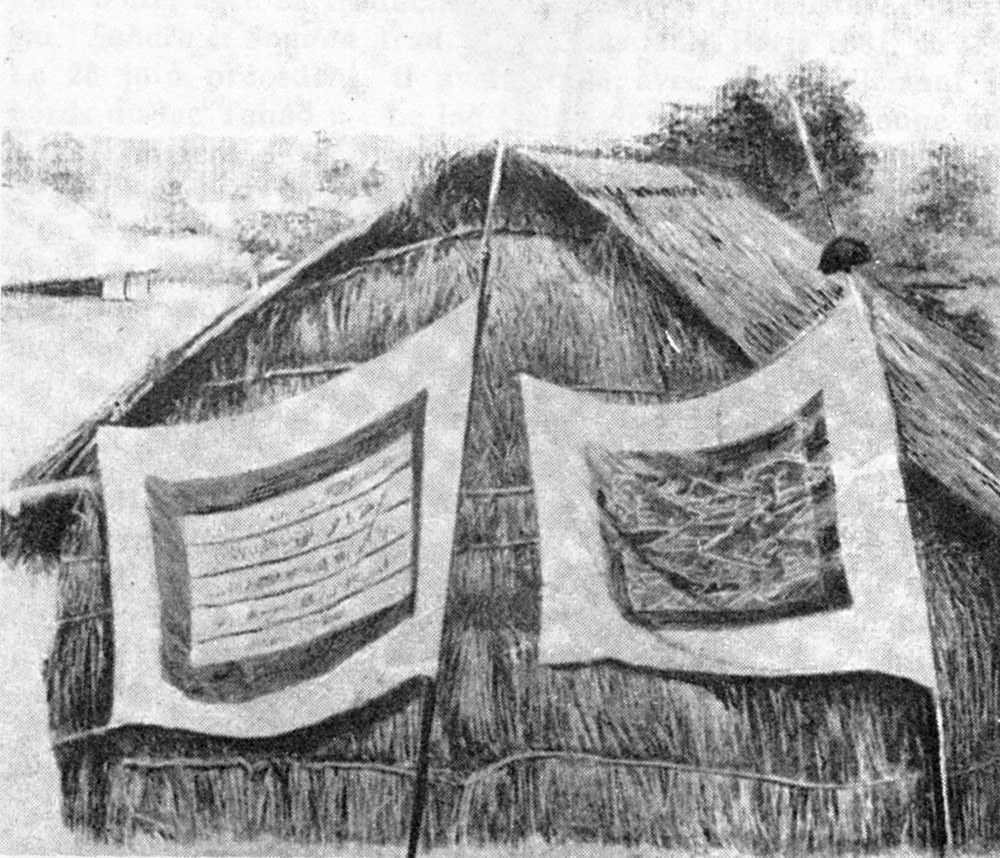
Bandiere Rabih catturate a Kousséri
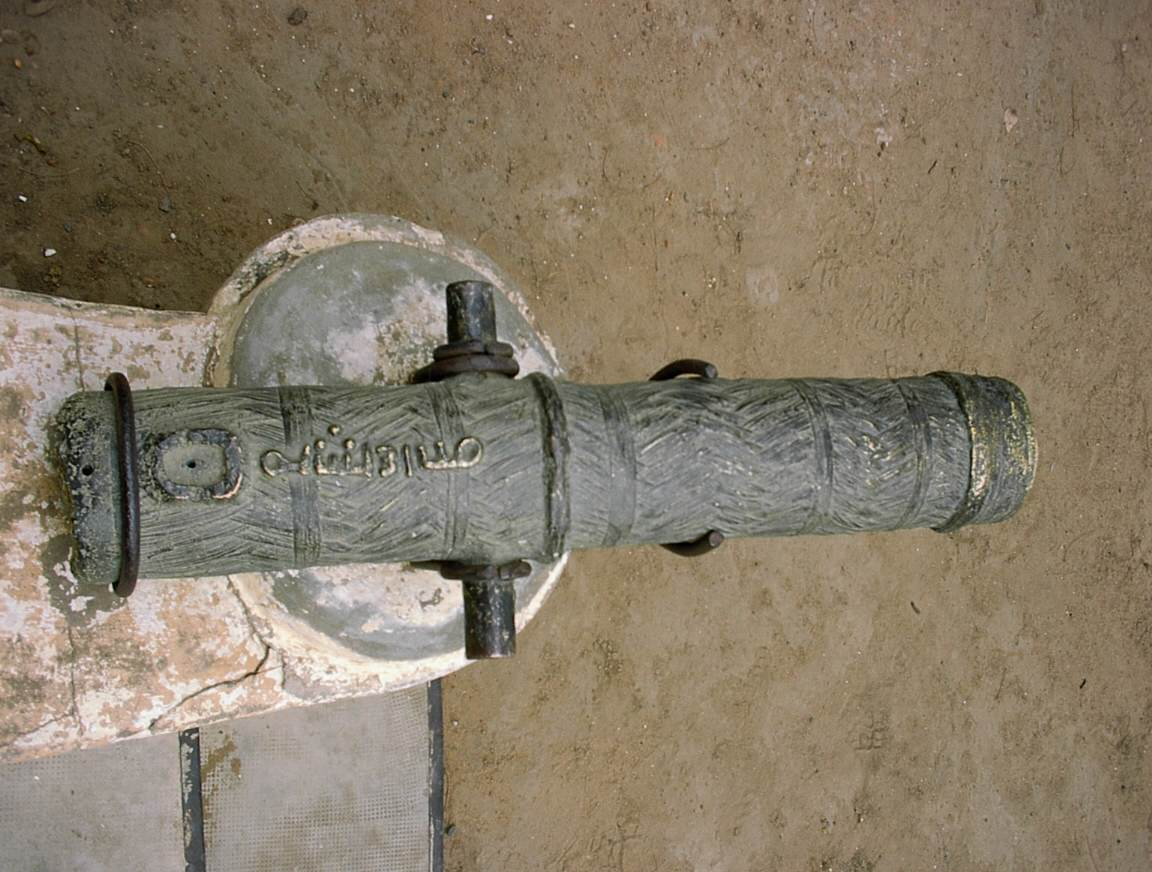
Uno dei cannoni di Rabih riconquistato a Kousséri

## Conseguenze
Con la sconfitta delle forze di Rabih i francesi si assicurarono il controllo della maggior parte del Ciad, che divenne parte dell'impero coloniale francese. La marcia della famigerata missione Voulet-Chanoine attraverso il Burkina Faso e il Niger permise di definire i confini tra le colonie francesi e quelle britanniche. La missione Foureau-Lamy, proveniente dall'Algeria, dimostrò che era possibile procedere a nuove conquiste e amministrare nuovi territori anche attraversando il Sahara. Le tre missioni permisero di congiungere i tre principali e stabili possessi coloniali francesi in Africa: il Senegal e la valle del corso superiore del Niger, il Gabon e il Congo-Brazzaville, l'Algeria. Nella storia coloniale francese la battaglia di Kousséri è solitamente vista come la fine della corsa alla spartizione dell'Africa e l'inizio della fase di "pacificazione" dell'Africa Occidentale Francese e dell'Africa Equatoriale Francese.